# Biserica de rit vechi ortodox rus „Icoana Maicii Domnului din Kazan” din Orhei
Biserica de rit vechi ortodox rus „Icoana Maicii Domnului din Kazan” este o biserică amplasată în Orhei, Republica Moldova. Este un monument arhitectural de importanță națională inclus în Registrul monumentelor Republicii Moldova ocrotite de stat cu nr. 951 (raionul Orhei). Datează de la mijl. sec. XIX.